# Lisa Marx
Lisa Marx es una guitarrista y teclado, originaria de Seattle, Estados Unidos, nacida el 21 de agosto de 1981. Actualmente reside en Toronto, Canadá.
Cofundadora del grupo hardcore To See You Broken, en 2004 reemplaza a Fallon Bowman en el grupo de metal alternavio Kittie. Tras abandonar el grupo apenas un año más tarde, en 2005, es reemplazada por Tara McLeod, y se une a Scars of Tomorrow en diciembre del mismo año.
A principios de 2006, se une a The Dear and Departed, aunque pronto los abandona debido a diferencias creativas con los integrantes del grupo.